# Kingswood (Stroud)
Kingswood – wieś w Anglii, w hrabstwie Gloucestershire, w dystrykcie Stroud. Leży 29 km na południe od miasta Gloucester i 156 km na zachód od Londynu. W 2001 miejscowość liczyła 1290 mieszkańców.